# Chiến tranh Anh–Miến Điện
Chiến tranh Anh Miến là tên chung của ba cuộc chiến giữa vương quốc Anh và Miến Điện (Myanma bây giờ) vào những năm 1823-1826, 1852-1853 và 1885.

## Diễn biến
Từ suốt thế kỷ 17 và 18 vương quốc Anh đã chiếm cứ những tiểu vương quốc Ấn Độ khiến quân đội Anh và Miến buộc phải giáp mặt ở biên giới Ấn-Miến. Vì đường biên giới không được phân định rõ rệt nên việc va chạm tiến tới gây hấn và hai nước khai chiến vào năm 1823. Ba năm sau, triều đình Miến buộc phải ký hòa ước Yandabo công nhận chủ quyền Anh ở Ấn đồng thời nhượng hai xứ Arakan và Tenasserim cho Anh.
Năm 1852-1853 hai nước lại giao chiến. Triều Konbaung lại thua lần nữa và lần này Miến Điện phải chấp nhận để Anh chiếm Hạ Miến, tức là miền đồng bằng sông Ayeyarwaddy khiến nước Miến không có đường thông ra biển.
Hơn 30 năm sau, lợi dụng việc triều chính Konbaung hỗn loạn chia bè phái, chính quyền Anh lại cất quân tiến đánh, bắt được quốc vương Miến là Thibaw đem đày sang Ấn Độ, chấm dứt triều Konbaung. Phần còn lại của nước Miến tức Thượng Miến bị sáp nhập vào xứ Ấn Độ thuộc Anh, chấm dứt thể chế Miến Điện độc lập vào năm 1886.